# Cyanocorax
Cyanocorax este un gen de păsări paseriforme aparținând familiei Corvidae, care include specii originare din zona neotropică, din sudul Texasului prin Mexic, America Centrală și de Sud până în centrul Argentinei.

## Sistematică
Odată cu fuziunea genurilor anterior separate Calocitta și Psilorhinus în Cyanocorax, genul conține acum aproximativ 20 de specii:
- Cyanocorax affinis (Pelzeln, 1856)
- Cyanocorax beecheii (Vigors, 1829)
- Cyanocorax caeruleus (Vieillot, 1818)
- Cyanocorax cayanus (Linnaeus, 1766)
- Cyanocorax chrysops (Vieillot, 1818)
- Cyanocorax colliei (Vigors, 1829)
- Cyanocorax cristatellus (Temminck, 1823)
- Cyanocorax cyanomelas (Vieillot, 1818)
- Cyanocorax cyanopogon (Wied-Neuwied, 1821)
- Cyanocorax dickeyi (Moore, 1935)
- Cyanocorax formosus (Swainson, 1827)
- Cyanocorax heilprini (Gentry, 1885)
- Cyanocorax luxuosus (Lesson, 1839)
- Cyanocorax melanocyaneus (Hartlaub, 1844)
- Cyanocorax morio (Wagler, 1829)
- Cyanocorax mystacalis (Sparre, 1835)
- Cyanocorax sanblasianus (Lafresnaye, 1842)
- Cyanocorax violaceus (Gisignies, 1847)
- Cyanocorax yncas (Boddaert, 1783)
- Cyanocorax yucatanicus (Dubois, 1875)

## Galerie

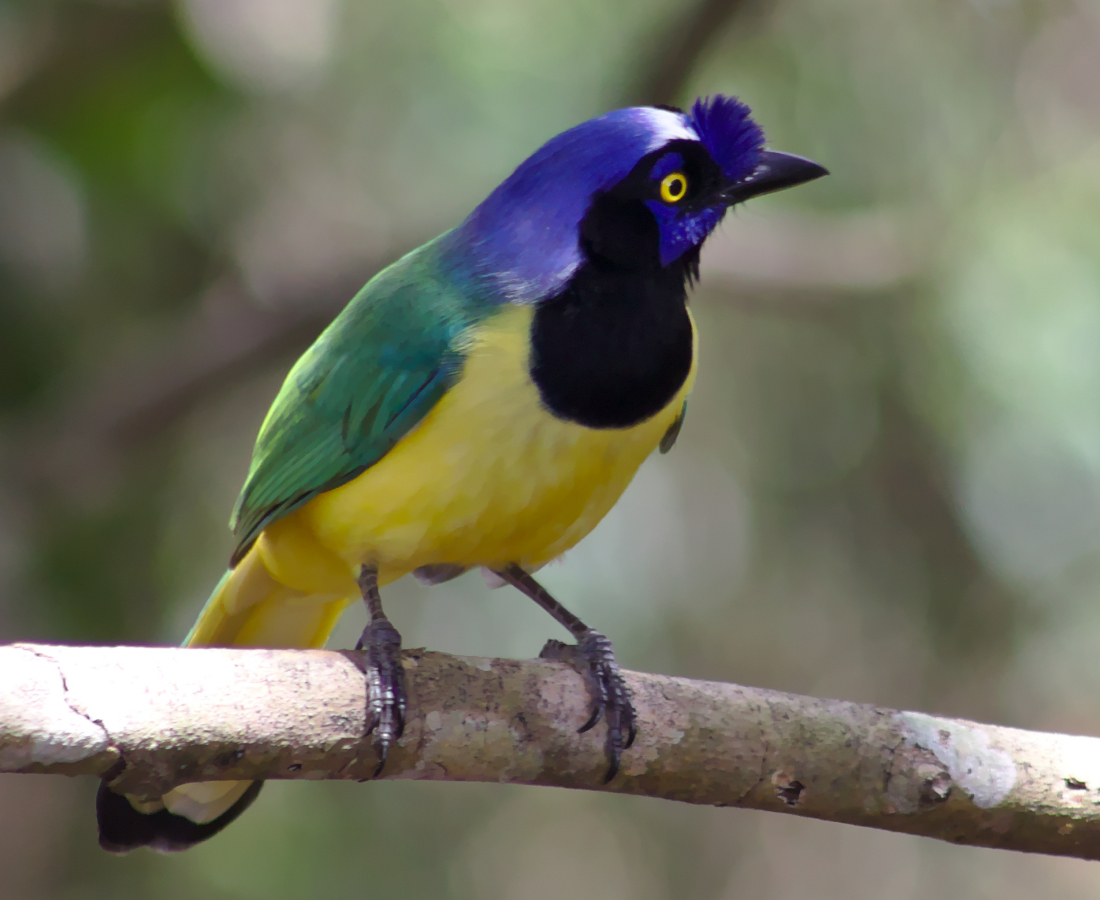
Cyanocorax yncas
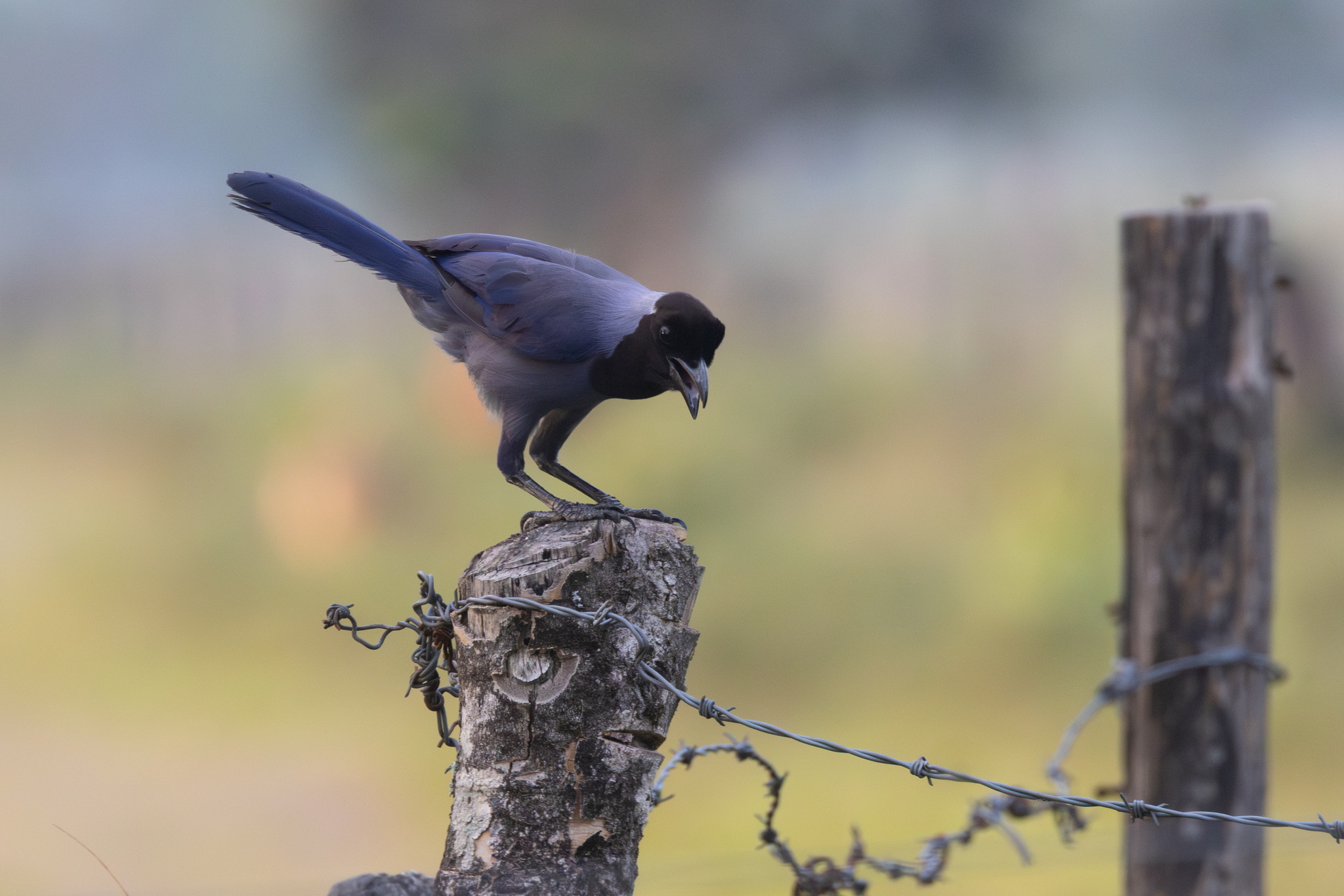
Cyanocorax violaceus
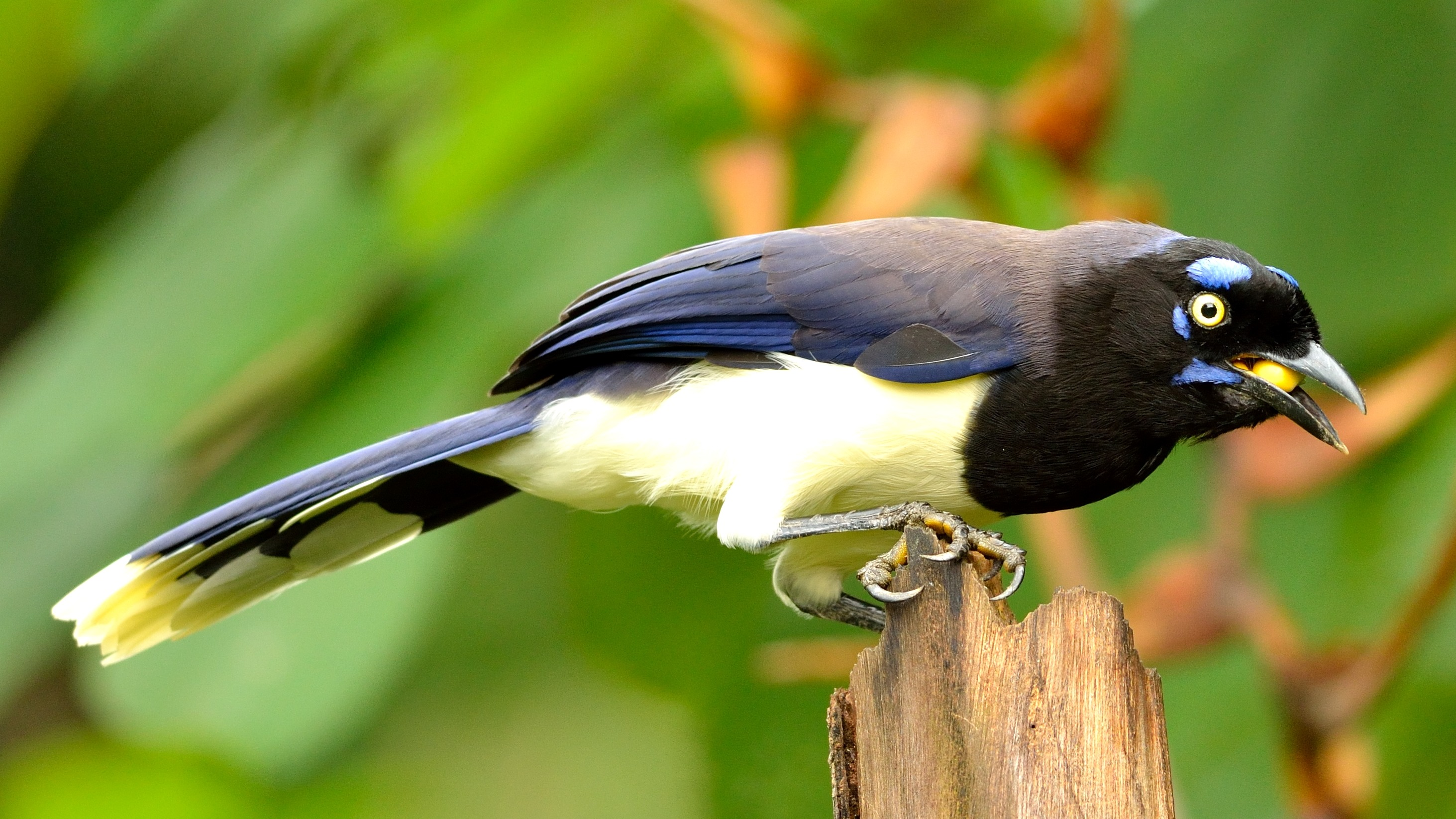
Cyanocorax affinis
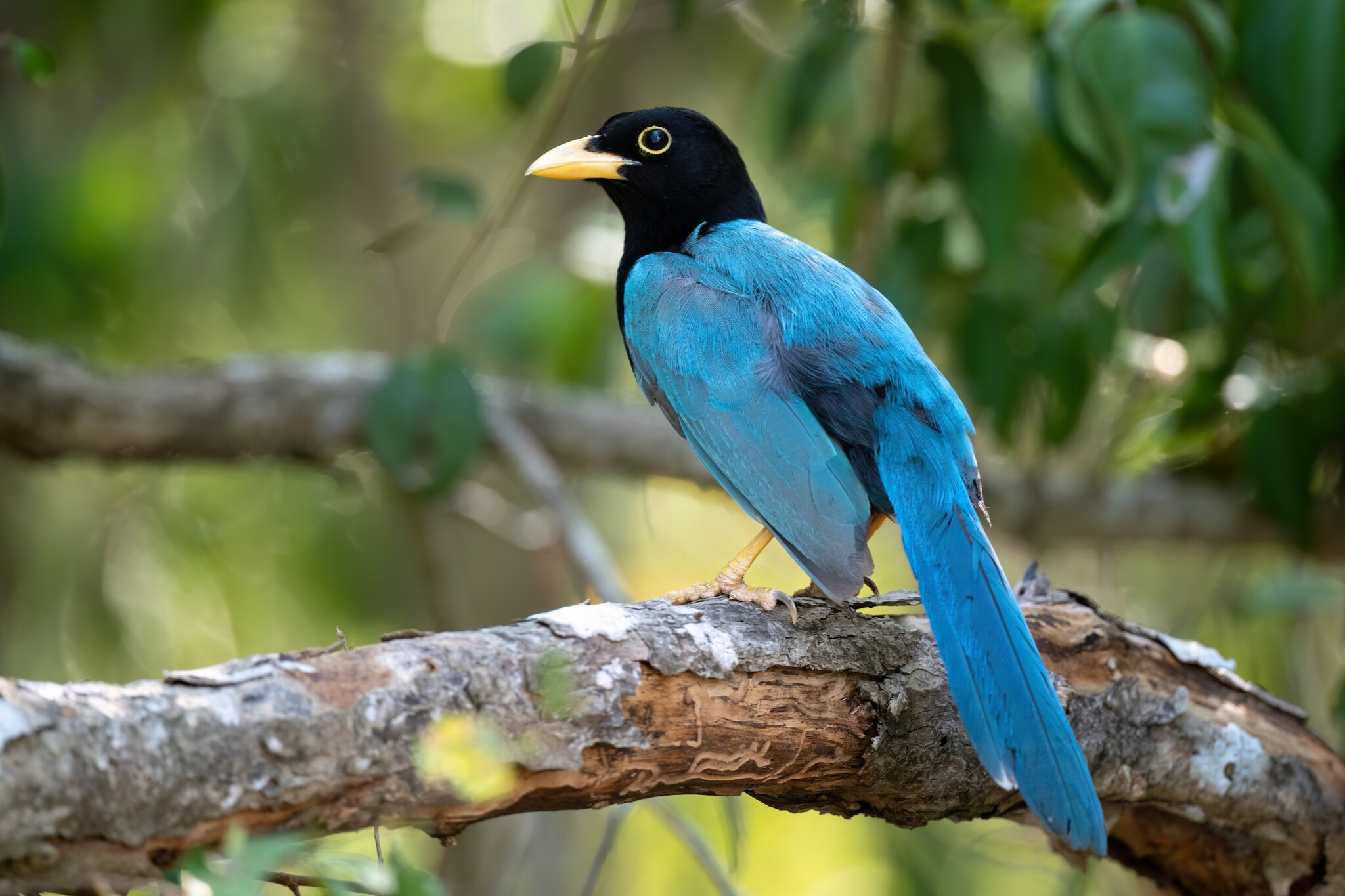
Cyanocorax yucatanicus